# 国立劇場
国立劇場（こくりつげきじょう、英語: National Theatre of Japan）は、東京都千代田区隼町にある劇場。独立行政法人日本芸術文化振興会が運営する。本項では国立劇場本館（1966年11月開場）を中心に述べる。

## 概要
歌舞伎、文楽、日本舞踊、邦楽、雅楽などの主催公演と、これらの伝統芸能のための施設の貸付を行っている。また、歌舞伎俳優、歌舞伎音楽の囃子方など伝承者の養成も行っている。2003年に国立劇場裏に伝統芸能情報館が開館した。
独立行政法人日本芸術文化振興会法に基づき日本芸術文化振興会が運営している。
毎年4月に行われる日本国際賞の授賞式は、天皇・皇后や内閣総理大臣、衆参両議院議長らが出席する。
公式キャラクターとして「くろごちゃん」を設けている。

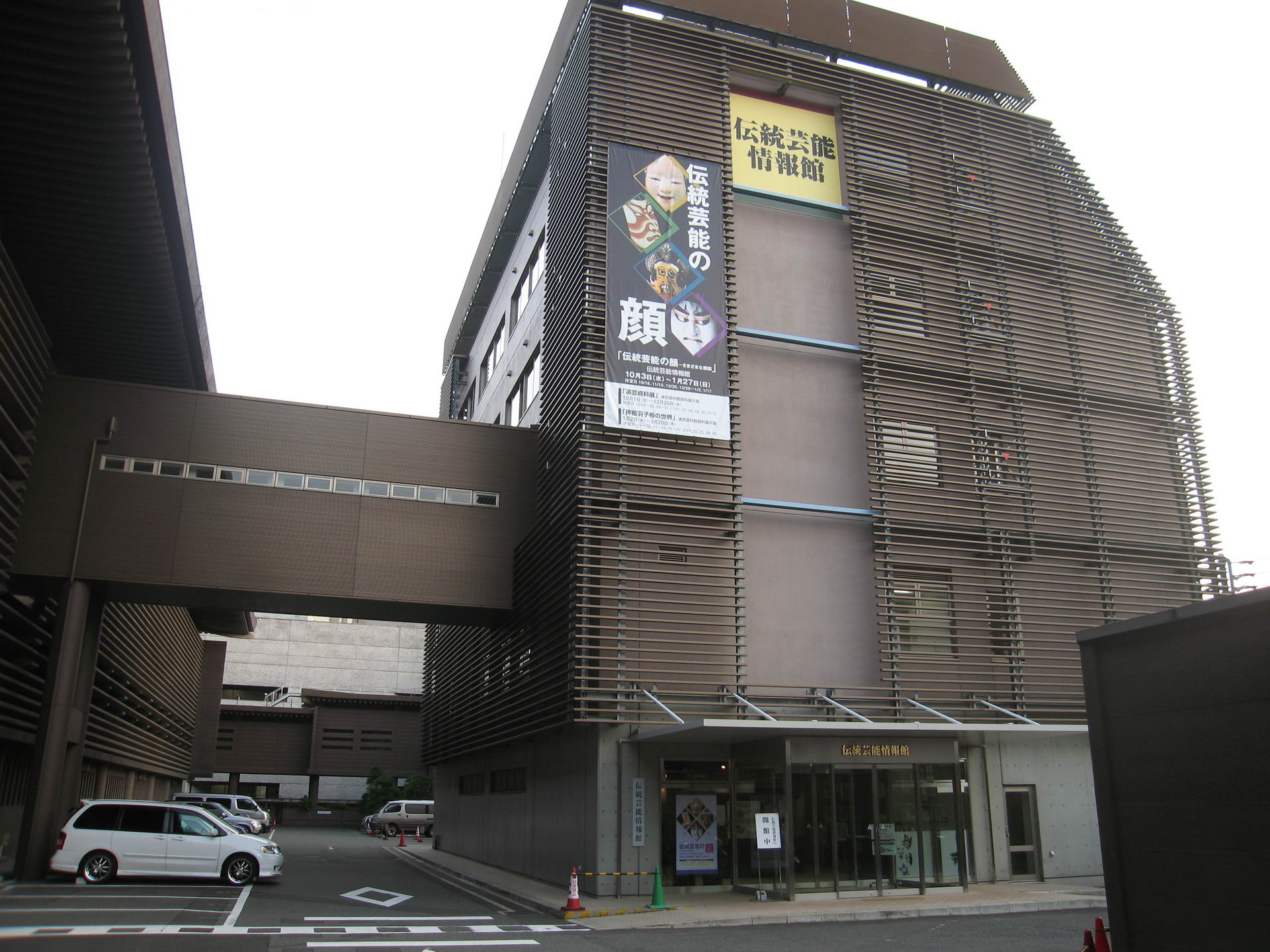
伝統芸能情報館

### 建て替え
2023年10月から建て替えを計画しており、2029年秋に完成予定である。建て替え期間中は新国立劇場や国立能楽堂、シアター1010、日本青年館ホールなどで主催公演を予定している。
2023年8月8日、日本芸術文化振興会は、6月に行われた再整備事業の2回目の入札が不落札に終わったことを発表した。その後、３度目の入札を目指して、入札条件の変更が行われたが、再建計画は迷走している。

## 歴史
1875年（明治8年）にフランスから帰国した光妙寺三郎は西園寺公望らとともに国立劇場の必要性を説いた。これに刺激を受けた十二世守田勘弥が明治11年（1878年）に開設した新富座は民間施設であったが国立劇場に代わるべき自負があったとされる。
1886年（明治19年）には井上馨、穂積陳重、森有礼など政財界の有力者を発起人に含む演劇改良会が設立され、その目的には劇場建設も含まれていた。演劇改良会の活動は充分な効果を上げることなく終わってしまったが、国立劇場を建設しようとする機運を高めた。
1906年（明治39年）には伊藤博文らによって国立劇場設立発起人会が開かれ、一回のみしか開催されなかったが、形を変えて1911年（明治44年）の帝国劇場開場につながった。
1936年（昭和11年）には早稲田演劇協会内に国立劇場設置委員会が設けられ、国立劇場建設趣意書をもとにした建議案は帝国議会に上程されて1937年（昭和12年）6月に衆議院を通過したが、その後は戦時下となり実現は困難になった。
1948年（昭和23年）以降、文部省（当時）は毎年国立劇場の予算化を要望していたが実現することはなかった。
1955年（昭和30年）に文化財保護委員会が芸能施設調査研究協議会を設置し、1956年3月に同協議会は基本的構想の答申を行い国立劇場の計画が具体化した。
設計案は、計307案のコンペティションから、校倉造の正倉院を模した外観とした竹中工務店の岩本博行ほか13名による案が1963年に選択され、1966年10月に竣工した。
1966年7月の国立劇場法により特殊法人国立劇場が設立され、11月1日に国立劇場本館が開場した。11月1日に開場式を催して11月3日から「菅原伝授手習鑑」を上演した。
1990年に特殊法人国立劇場は日本芸術文化振興会に改称し、2003年に独立行政法人化した。
2012年（平成24年）から2021年（令和3年）まで毎年3月11日に、政府が主催する東日本大震災追悼式が催され、天皇明仁・皇后美智子（2012年 - 2016年）、秋篠宮文仁親王・同妃紀子（2017年 - 2019年）、今上天皇徳仁・皇后雅子（2021年）、内閣総理大臣は野田佳彦（2012年）、安倍晋三（2013年 - 2019年）、菅義偉（2021年）、衆参両議院議長らが出席した。2020年はコロナウイルス〈COVID-19〉の感染拡大の影響を受けて中止した。

## 施設
歌舞伎・日本舞踊・演劇が演じられる大劇場、文楽・邦楽・琉球舞踊・日本舞踊（小規模公演）・雅楽・声明・民俗芸能が演じられる小劇場がある。

### 所在地
国立劇場本館は東京都千代田区隼町4-1にある。
当地は、江戸時代は播磨明石藩松平家の屋敷があり、明治時代に陸軍施設となり東京第一衛戍病院、陸軍教育総監部、陸軍航空本部などが置かれた。終戦後は1945年12月に接収され、アメリカ空軍の住宅施設であるパレスハイツとしてカマボコ型兵舎が多数建設された。1958年11月25日に返還され、跡地は国立劇場のほか、最高裁判所などの用地となった。

### 建物と前庭

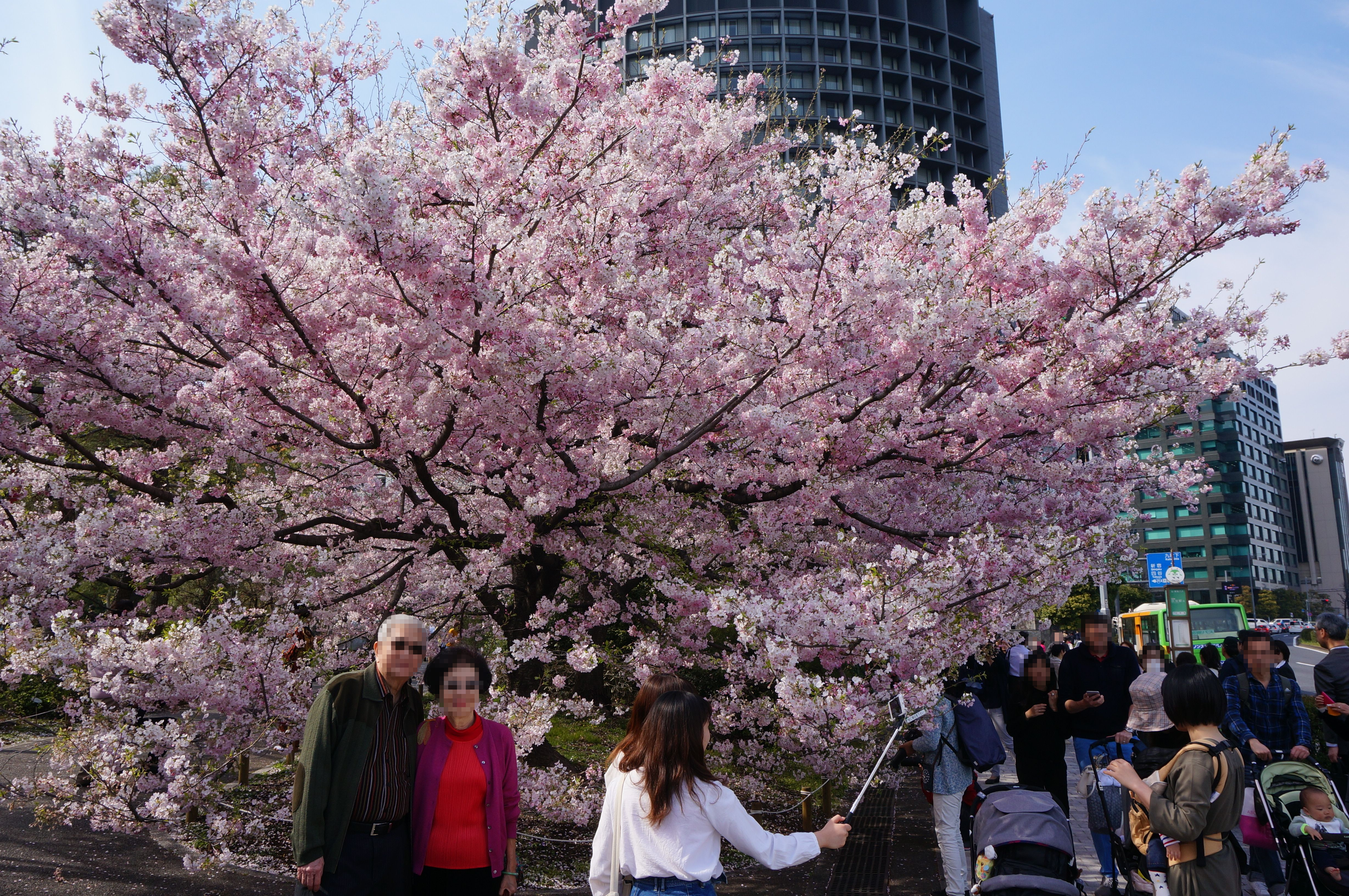
前庭のジンダイアケボノ

建物は1968年に第9回BCS賞を受賞。1998年には公共建築百選に。2003年にはDOCOMOMO JAPAN選定 日本におけるモダン・ムーブメントの建築に選ばれた。
造園は中島健が担当し、前庭はスルガザクラ、スルガコマチ、コマツオトメ、ジンダイアケボノ、ヤエベニシダレ、センダイヤ、スルガザクラの実生（品種未確定）、カンザン、ワカキノサクラ、クマガイザクラの10種類のサクラが植栽されている。近隣の千鳥ヶ淵とともに桜の名所として広く知られており、春の花見の時期は各サクラの開花情報をウェブサイトに掲載する。スルガコマチは国立劇場のスルガザクラの種から誕生した当劇場由来の品種で、ジンダイアケボノは、2000年に日本花の会から当劇場に植栽されて以来全国へ広まった。

## 交通
- 鉄道
  - 半蔵門駅：東京メトロ半蔵門線
  - 永田町駅：東京メトロ有楽町線・南北線
- 都営バス
  - 三宅坂停留所：都03系統・宿75系統

※帰路として「劇バス」が運行される。詳細は「都営バス#劇場バス」を参照。

## 発行物
- 1966年11月1日に、国立劇場開場記念の額面15円、25円、50円の切手が発行された。

## 国立劇場本館以外の国立の劇場施設

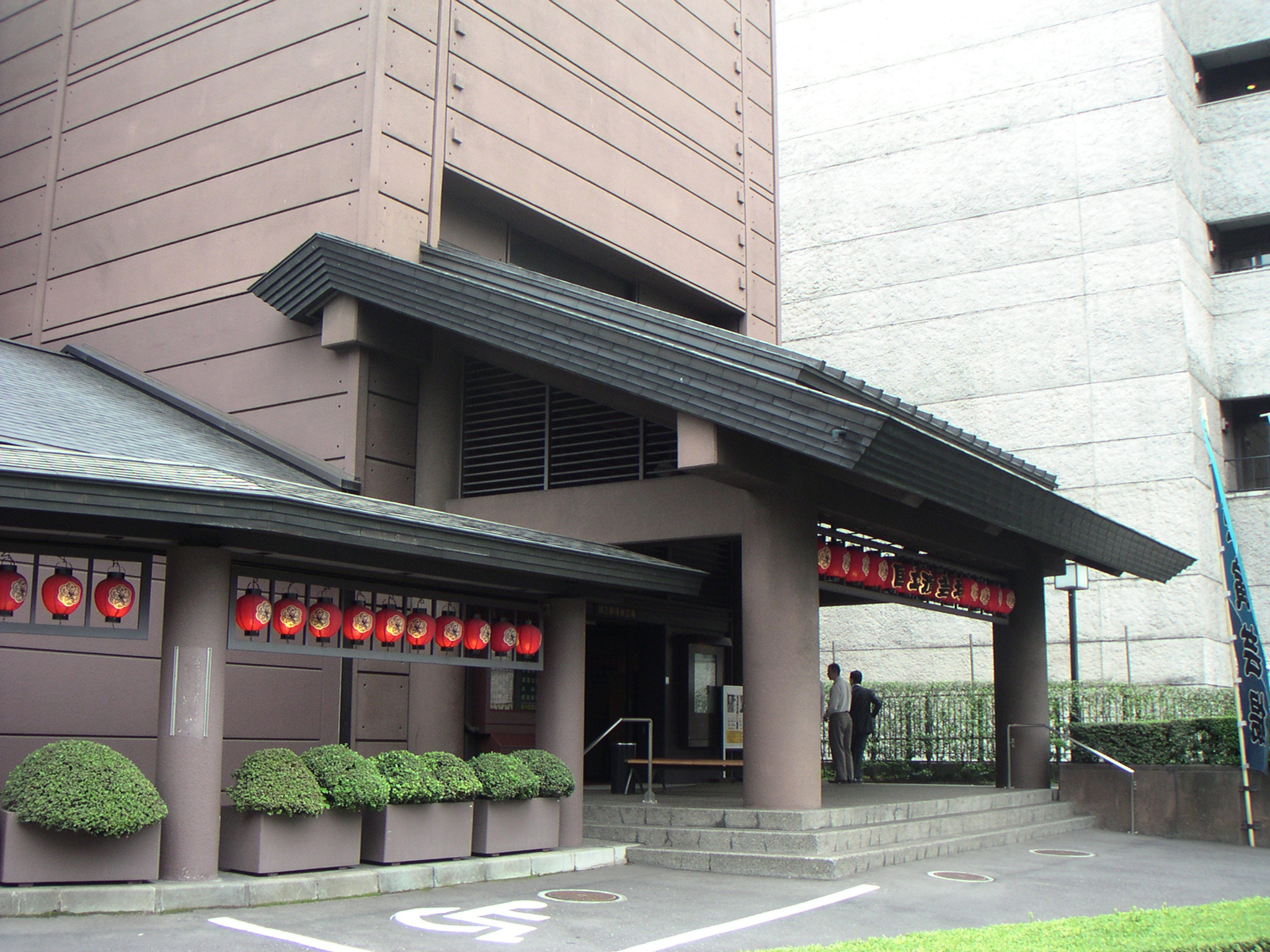
国立演芸場

日本芸術文化振興会が管理する伝統芸能の保存・振興を目的とする施設には国立劇場本館のほか以下の国立施設もある。
- 国立演芸場（1979年3月開場、東京都千代田区隼町） - 落語、講談、浪曲、漫才、太神楽などの演芸公演[1]。国立劇場本館に隣接。
- 国立能楽堂（1983年9月開場、渋谷区千駄ヶ谷） - 能や狂言の公演[1]。
- 国立文楽劇場（1984年3月開場、大阪府大阪市日本橋） - 文楽、日本舞踊、邦楽、大衆芸能の公演[1]。
- 国立劇場おきなわ（2004年1月開場、沖縄県浦添市） - 。組踊など組踊、琉球舞踊、琉球音楽、民俗芸能、沖縄芝居などの公演[1]。

また、現代舞台芸術の振興・普及を目的とする施設に以下の国立施設がある。
- 新国立劇場（1997年1月開場、東京都渋谷区） - オペラ、バレエ、現代舞踊、演劇などの公演[1]。